# Chart Sutton
Chart Sutton est une paroisse civile et un village du Kent, en Angleterre.